# Steam Deck
Steam Deck是維爾福推出的掌上型遊戲機，於2021年12月發布。雖然不少玩家因其外型与功能将其与第八世代游戏机任天堂Switch作对比，不過業界則認為兩部機器針對的遊戲市場明顯不同，客戶取向與UI設計內核均各自獨立。

## 硬件

### 初始版本
Steam Deck采用了維爾福与AMD定制的APU，使用了Zen 2架构的CPU和RDNA 2架构的GPU；芯片代号“Aerith”，源自《最终幻想VII》（Final Fantasy VII）的角色爱丽丝·盖恩斯巴勒（Aerith Gainsborough）。CPU拥有4核心8线程，GPU拥有8个处理单元；使得该APU拥有1.6 TFLOPS的图形处理能力。
記憶體則搭載LPDDR5 16GB RAM，运行频率为5500 MT/s；集成GPU共享该内存作为显存。
Steam Deck分為三種機型，APU與記憶體大小相同，儲存空間依機型不同分別為64GB eMMC、256GB NVMe及512GB NVMe。

### OLED版本
Steam Deck OLED是维尔福在2023年11月推出的改进版。APU制程工艺从台积电7纳米更新为6纳米，代号依旧是来自《最终幻想VII》的角色：萨菲罗斯。该版本最显著的改进是屏幕的升级，OLED版本采用了7.4英寸的OLED屏幕，支持最高90赫兹刷新率以及HDR显示。此外电池容量从原先的40瓦/时升级到50瓦/时。加入了对WiFi-6E和蓝牙5.3的支持。内存运行频率提升到6400 MT/s。
OLED版本仅有512GB和1TB储存空间的两个版本可选。

## 软件
Steam Deck 运行基于Arch Linux的SteamOS 3。之前版本的SteamOS基于 Debian开发，Valve表示他们希望Deck的系统软件可以滚动更新，该功能Debian并不能实现，而Arch Linux可以。Steam Deck为游戏开发者提供API，当该游戏运行在Steam Deck上时，该API允许游戏使用异于普通电脑的设置。 开发者可以通过使用使用降低分辨率的纹理和其它元素的资源包，使游戏在Steam Deck上表现更好；在下载游戏时，Steam会为普通电脑和Steam Deck下载对应的文件（资源包）。

## 歷史
維爾福首次推出的硬件是Steam Machine，它是一個搭載基於Linux系統的SteamOS系統的設備，於2015年推出。不過销量不佳，Valve于2018年4月放棄該項目，但表示该公司仍致力于提供某种类型的开放硬件平台。Steam Deck设计师Scott Dalton表示“Steam Machine总是存在著经典的先有鸡还是先有蛋問題”，因为它需要游戏玩家和游戏开发者都采用Linux才會对Steam Machine产生兴趣，从而吸引硬件制造商参与生產。

## 公布
2021年5月，有人猜測維爾福正在开发便携式游戏机。Ars Technica已经能够确认Valve正在开发新硬件。
Valve于2021年7月15日向外界公開了Steam Deck消息。Deck于2021年12月於美国、加拿大、欧盟和英国發佈，其他地区于2022年发佈。